# ۱۲بی
۱۲بی (به انگلیسی: 12B) فیلمی محصول سال ۲۰۰۱ و به کارگردانی جیوا است. در این فیلم بازیگرانی همچون شمس‌الدین ابراهیم، سیمران، جیوتیکا، سونیل شتی، مون مون سان و مونیکا ایفای نقش کرده‌اند.